# Inés Justet
Inés Justet (* 13. September 1967) ist eine ehemalige uruguayische Leichtathletin.

## Karriere
Justet war in den Laufwettbewerben auf den Sprintstrecken aktiv. Sie nahm mit der uruguayischen Mannschaft an den Südamerikaspielen 1986 in Chile teil. Bei den Spielen gewann sie mit der der 4-mal-400-Meter-Staffel die Goldmedaille. In den Einzelwettbewerben sicherte sie sich Bronze über 400 Meter Hürden. Auch war sie Kadermitglied bei den Südamerikaspielen 1990. Bei diesen Spielen in Peru gewann sie erneut Gold mit dem 400-Meter-Staffel-Quartett und sicherte sich zusätzlich die Silbermedaille über 400 Meter Hürden. Im Folgejahr gehörte sie dem Aufgebot bei den Panamerikanischen Spielen 1991 in Havanna an. Dort belegte sie mit der 4-mal-400-Meter-Staffel den 6. Platz und wurde 10. über 400 Meter Hürden und 12. auf der 400-Meter-Strecke.
Justet ist auch heute (Stand: 15. Juni 2015) noch Mitinhaberin des uruguayischen Landesrekords der 4-mal-400-Meter-Staffel. An diesem wirkte sie als Mitglied der Nationalstaffel am 30. Juni 1991 in Manaus mit, die eine Zeit von 3:40,19 Min. für die Distanz benötigte.

## Erfolge
- 1. Platz Südamerikaspiele 1986 - 4 × 400-m-Staffel
- 3. Platz Südamerikaspiele 1986 - 400 Meter Hürden
- 1. Platz Südamerikaspiele 1990 - 4 × 400-m-Staffel
- 2. Platz Südamerikaspiele 1990 - 400 Meter Hürden

## Persönliche Bestleistungen
- 400 Meter Hürden: 1:00,21 Min., 29. Juni 1991, Manaus[1]